# 崔秀哲
崔 秀哲（Choi Su Chol、チェ・スチョル、1958年5月13日 - ）は韓国の小説家。江原道春川市出身。

## 略歴
1958年5月13日、江原道春川市に生まれる。1981年、『朝鮮日報』に『맹점(盲点)』が当選し、文壇デビューした。初期の作品『공중누각(空中楼閣)』は、世の中と対話をしたいができない人物が主人公である。このような設定は現代では真のコミュニケーションが不可能だという崔自身の判断によるものであり、この時から崔の小説は身体言語に対する探索が始まる。『소리에 대한 명상(音に対する瞑想)』、『시선고(視線考)』、『몸짓언어(身振り言語)』などは身体が話す意味について探索した産物である。書くことを通しての自由探しという『화두, 기록, 화석(話頭、記録、化石)』のテーマは以降の作品でも続く。崔の小説はコミュニケーション不在という現実に抵抗し、記号体系の探求を通じて人間の自由と人間交感の言語探しを試みることに意義がある。

## 年譜
- 1958年5月13日、江原道春川市に生まれる。[1]
- 1988年、尹東柱文学賞受賞。
- 1993年、第17回李箱文学賞受賞。
- 2020年、第17回金埈成文学賞受賞。

## 代表作品
- 1987年、화두, 기록, 화석(話頭、記録、化石) [3][4]
- 1989年、어느 무정부주의자의 사랑(ある無政府主義者の愛)、고래 뱃속에서(鯨の中で)
- 1990年、배경과 윤곽(背景と輪郭) 、말처럼 뛰는 말(馬のように走る言)
- 1992年、벽화 그리는 남자(壁画描く男)
- 1994年、몸에 대한 은밀한 이야기들(体に対する内密な話)
- 1995年、내 정신의 그믐(私の精神の晦日)
- 1998年、분신들(分身たち)
- 2000年、공중누각(空中楼閣)
- 2001年、모든 신포도 밑에는 여우가 있다(全てのすっぱい葡萄の下には狐がある)
- 2004年、물음표가 느낌표에게(疑問符が感嘆符号に)